# Ivan Pančić
Ivan Pančić (Subotica, 11. prosinca 1933. – 16. lipnja 1992.) je bački hrvatski književnik iz Vojvodine. Pisao je pjesme na hrvatskom jeziku i na srpskom jeziku. Pisao je publicistička djela, satiričku prozu, književnu i stručnu kritiku, a prevodio je i s mađarskog jezika.
Prevodio je književna djela s mađarskog jezika (djela Janosa Urbana...).
Osnovnu i srednju školu je završio u rodnoj Subotici. Studirao je psihologiju na Filozofskom fakultetu Sveučilišta u Beogradu.
Specijalizirao je medicinsku psihologiju te psihoanalitičku laer analizu. Radio je u subotičkoj bolnici na neuropsihijatrijskom odjelu.
Književnim radom se počeo baviti u srednoj školi. Ipak, prve je pjesme objavio tek 1956. u Rukoveti. 
U svojim pjesmama ima suvremeni, moderni pjesnički izraz i oblik.
Piše i dijalektalnom poezijom, na novoštokavskoj bunjevačkoj ikavici. Katkada je sofisticirana do virtuelnosti. Jednim je od začetnika lirike na zavičajnom govoru bunjevačkih Hrvata.
Zbog svojeg otvorenog isticanja hrvatstva, trpio je od progona od strane državnih vlasti
Svojim djelima je ušao u antologiju poezije bunjevačkih Hrvata iz 1971., sastavljača Geze Kikića, u izdanju Matice hrvatske.
Čest je bio gost Ateljea HKPD Matija Gubec Tavankut.
Značajan je kao jedan od suosnivača Likovne kolonije u Tavankutu. Kad su Ludvig Laslo, Lajčo Evetović, Lajoš Đurči, Žarko Rafajlović i Stipan Šabić odlučili osnovati tu koloniju, Pančić im se pridružio tog 17. rujna 1961. u Tavankutu, u OŠ Matija Gubec, gdje je osnovana kolonija.
Bio je članom Društva psihologa Vojvodine i pokretačem Škole života. 

## Djela
Napisao je devet knjiga pjesama i 1 historijsku studiju. Suautorom je brojnih istraživačkih projekata.
- Buđenje (ciklus u zbirci pjesama 3 X 20, koju je objavio zajedno s Jakovom Orčićem i Antom Zolnaićem, 1957.
- Oblak na dlanu, 1962.
- Grozdovi svjetlosti, 1970.
- Kolera u Subotici 1973. godine, historijska studija, 1991.
- Natpivavanja I, 1971.
- Natpivavanja, 1972.
- Koji stižemo sami, 1979.
- Ogovaranje života, 1984.
- Bećarske balade, 1986.

- Vašarište, zbirka satiričnih pjesama (neobjavljena)

Neka djela su mu prevedena i na mađarski jezik, a preveo ih je bački hrvatski književnik Matija Molcer.

## Vanjske poveznice
- Glasnik Pučke kasine 1878. br.71/2009.  Arhivirana inačica izvorne stranice od 27. travnja 2014. (Wayback Machine) Lazar Merković: Svestrana pjesnička ličnost
- Antologija poezije bunjevačkih Hrvata  Arhivirana inačica izvorne stranice od 15. travnja 2008. (Wayback Machine)
- HKPD Matija Gubvec  Arhivirana inačica izvorne stranice od 24. listopada 2007. (Wayback Machine) (*.doc datoteka)